# شاه كلا (دابوي الجنوبي)
شاه کلا (بالفارسية: شاه‌کلا) هي قرية تقع في إيران في قسم دابوي الجنوبی الريفي. يقدر عدد سكانها بـ 382 نسمة بحسب إحصاء 2016.